# غيل لوك
غيل لوك (بالإنجليزية: Gail Luke)‏ هي منافسة ألعاب القوى أسترالية، ولدت في 25 مايو 1963.

## وصلات خارجية
- غيل لوك على موقع الاتحاد الدولي لألعاب القوى (الإنجليزية)
- غيل لوك على موقع النتائج التاريخية لألعاب القوى الأسترالية (الإنجليزية)
- غيل لوك على موقع أوليمبيديا (الإنجليزية)
- غيل لوك على موقع اللجنة الأولمبية الأسترالية (الإنجليزية)